# Ayumi hamasaki ASIA TOUR 2008 〜10th Anniversary〜
『ayumi hamasaki ASIA TOUR 2008 〜10th Anniversary〜』（アユミ・ハマサキ・アジア・ツアー・2008 テンス・アニバーサリー）は、日本の歌手・浜崎あゆみが行ったアジアツアーのライブである。タイトル「Anniversary」の「A」はロゴ表記。
2009年1月28日にDVD『ayumi hamasaki ASIA TOUR 2008 〜10th Anniversary〜 Live in TAIPEI』がリリース。

## 解説
2007年の『ayumi hamasaki ASIA TOUR 2007 A 〜Tour of Secret〜』に続いて2度目となるアジアツアーで、デビュー10周年を記念して香港、上海、台湾でライブを行った。
前年に引き続き、ツアーファイナルは東京・国立代々木競技場第一体育館ではない公演となっている。その為、映像作品では台湾アリーナにて開催された初の海外公演での模様を収録している。
2010年3月10日には、このアジアツアーと2009年に行ったアリーナツアー『ayumi hamasaki ARENA TOUR 2009 A 〜NEXT LEVEL〜』を記録した写真集「ayumi hamasaki THE LIVE 2008-2009」がソニー・マガジンズより発売された。

## 曲目

### DISC 01
1. reBiRTH
2. The Judgement Day
3. talkin' 2 myself
4. A Song for ××
5. Depend on you
6. Fly high
7. (don't)Leave me alone
8. decision
9. my name's WOMEN
10. Marionette -prelude-
11. Marionette
12. HANABI
13. End roll
14. tasking
15. SURREAL／evolution／SURREAL
16. Mirrorcle World

### DISC 02
1. Dearest
2. Voyage
3. Humming 7/4
4. Boys & Girls
5. MY ALL

### DISC 03
1. 全公演MC集
2. よっちゃんコーナー&即興アカペラ集（31タイトル）
3. 教えて!ZIN先生!!（31タイトル）

## 参加ミュージシャン
- 浜崎あゆみ：Vocal

バンドメンバー
- エンリケ：Bass
- 野村義男：Guitar
- 友成好宏：Keyboards
- 宮崎裕介：Keyboards
- 江口信夫：Drums
- 濱田"Peco"美和子：Chorus
- 山崎"Princess"陽子：Chorus

## ayumi hamasaki THE LIVE 2008-2009
『ayumi hamasaki THE LIVE 2008-2009』（アユミ・ハマサキ・ザ・ライブ・2008-2009）は、2010年3月10日にソニー・マガジンズから発売された浜崎あゆみの写真集。

### 解説
写真集としては2009年4月8日の『Ayuのデジデジ日記 2000-2009 A』以来、約1年ぶりの発売である。
本作では、2008年に行ったアジアツアー『ayumi hamasaki ASIA TOUR 2008 〜10th Anniversary〜』と2009年に行ったアリーナツアー『ayumi hamasaki ARENA TOUR 2009 A 〜NEXT LEVEL〜』の模様を収めたライブ写真集で、予約受注限定商品での発売となった。写真集には特製Tシャツが付属されている。